# Třída Rivadavia
Třída Rivadavia byla třída bitevních lodí argentinského námořnictva. Objednány byly v reakci na stavbu bitevních lodí třídy Minas Geraes pro Brazílii – největšího argentinského námořního rivala. V době jejich stavby se jednalo o největší bitevní lodě na světě. Celkem byly v letech 1910–1915 postaveny dvě jednotky této třídy. Ve 20. letech byly mírně modernizovány. V roce 1956 byly prodány k sešrotování.

## Stavba
Stavba dvou jednotek této třídy byla objednána roku 1909 v USA. Zatímco první jednotku Rivadavia postavila loděnice Fore River Ship & Engine Co. v Quincy ve státě Massachusetts, druhou jednotku Moreno postavila loděnice New York Shipbuilding Corp. v Camdenu ve státě New Jersey. V letech 1926–1927 byly vyměněny uhelné kotle za kotle na mazut a systémy řízení palby.
Jednotky třídy Rivadavia:
| Jméno         | Založení kýlu | Spuštěna | Vstup do služby   | Osud        |
| ------------- | ------------- | -------- | ----------------- | ----------- |
| ARA Rivadavia | 1910          | 1911     | 10. prosince 1914 | sešrotována |
| ARA Moreno    | 1910          | 1911     | 21. března 1915   | sešrotována |

## Konstrukce
Hlavní výzbroj tvořilo dvanáct 305mm kanónů umístěných ve dvoudělových věžích. Sekundární výzbroj tvořilo dvanáct 152mm kanónů v kasematech. Lodě dále nesly šestnáct 102mm kanónů, čtyři 76mm kanóny, čtyři 47mm kanóny a dva 533mm torpédomety. Pohonný systém tvořily tři turbíny Curtis a 18 kotlů Babcock & Wilcox. Lodní šrouby byly tři. Nejvyšší rychlost dosahovala 22,5 uzlu.